# Eurogole
Eurogole (ang. Eurogoals) – dawny magazyn stacji Eurosport, podsumowujący wydarzenia w najważniejszych europejskich ligach piłkarskich, emitowany w trakcie sezonu (od sierpnia do maja, bądź czerwca), najczęściej co tydzień (w poniedziałki – premiera, we wtorki i środy – powtórki), trwający od 30 do 60 minut.
Autorzy pokazywali bramki – oraz najciekawsze akcje, czy wydarzenia – z ostatniej kolejki ligowej, bądź zmagań pucharowych (pucharu kraju lub pucharu ligi) we Francji, Holandii, Niemczech, Portugalii oraz Włoszech (niegdyś również Hiszpanii i Belgii), a także ewentualnie z najciekawszych meczów innych lig (najczęściej szkockiej, rzadziej greckiej, szwajcarskiej, czy tureckiej). Ponadto prezentowali przegląd sytuacji w lidze angielskiej, a w tzw. Bonusie Eurogola przeprowadzali wywiady z zawodnikami i trenerami, przedstawiali krótkie reportaże, wybierali najpiękniejszego gola tygodnia, najciekawsze i najzabawniejsze sytuacje oraz przeglądali prasę sportową różnych krajów. W ciągu kilkunastu sezonów formuła programu ulegała parokrotnym zmianom.
Na przestrzeni kilkunastu lat lektorami polskiej wersji językowej byli m.in.: Janusz Basałaj, Mateusz Borek, Bożydar Iwanow, Andrzej Janisz, Roman Kołtoń, Tomasz Lach, Jacek Laskowski, Cezary Olbrycht, Tomasz Smokowski i Andrzej Twarowski.